# پیرمین اشوگلر
پیرمین اشوگلر (آلمانی: Pirmin Schwegler؛ زاده ۹ مارس ۱۹۸۷) یک بازیکن فوتبال اهل سوئیس است.
وی همچنین در تیم ملی فوتبال سوئیس بازی کرده‌است.